# Scharfenstein (Drebach)
Scharfenstein ist ein Ortsteil der sächsischen Gemeinde Drebach im Erzgebirgskreis.

## Geografie

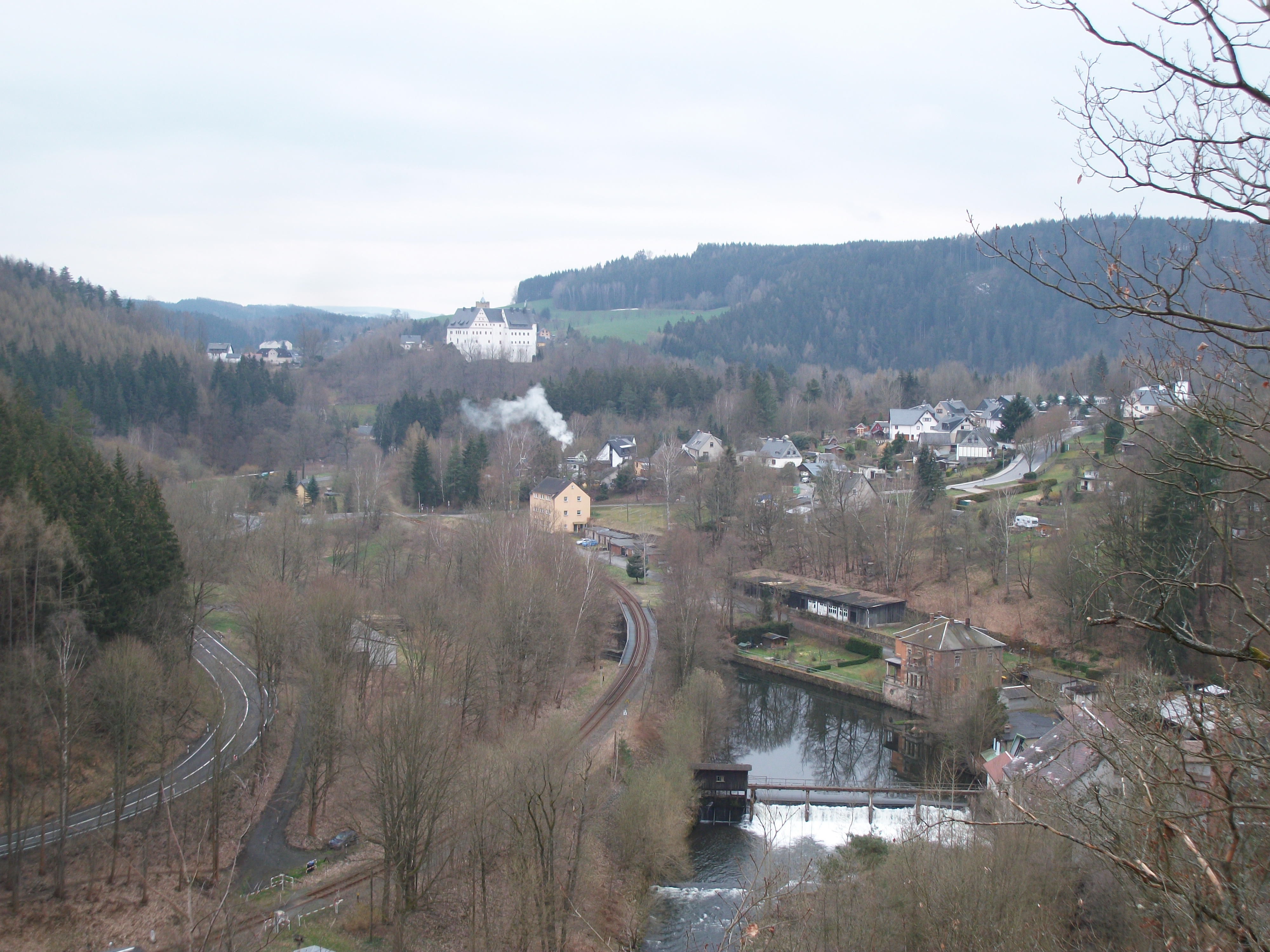
Weber-Hans-Felsen (Grießbach), Blick auf Scharfenstein

### Lage
Scharfenstein liegt etwa 5 Kilometer südlich von Zschopau im Erzgebirge. Das Ortsbild wird durch die auf einem Fels thronende gleichnamige Burg Scharfenstein beherrscht. Der älteste Teil der Ortslage erstreckt sich in einem Bogen von Nord nach Süd östlich um die Burg herum. Ein Teil zieht sich etwa 500 Meter von der Zschopau nach Osten an der Straße nach Großolbersdorf entlang. Der geschichtlich jüngste Siedlungsteil liegt am linken Zschopauufer auf einem Gleithang.
Durch den Ort verläuft die Staatsstraße 228 Augustusburg–Warmbad; nördlich des Ortseingangs zweigt von dieser die Staatsstraße 229 nach Ehrenfriedersdorf sowie die Straße nach Grießbach ab. Über eine Kreisstraße besteht Anschluss an das östlich gelegene Großolbersdorf.

### Nachbarorte
| Grießbach | Wilischthal                                 | Hohndorf       |
| Venusberg | Kompassrose, die auf Nachbargemeinden zeigt |                |
| Drebach   | Hopfgarten                                  | Großolbersdorf |

## Geschichte

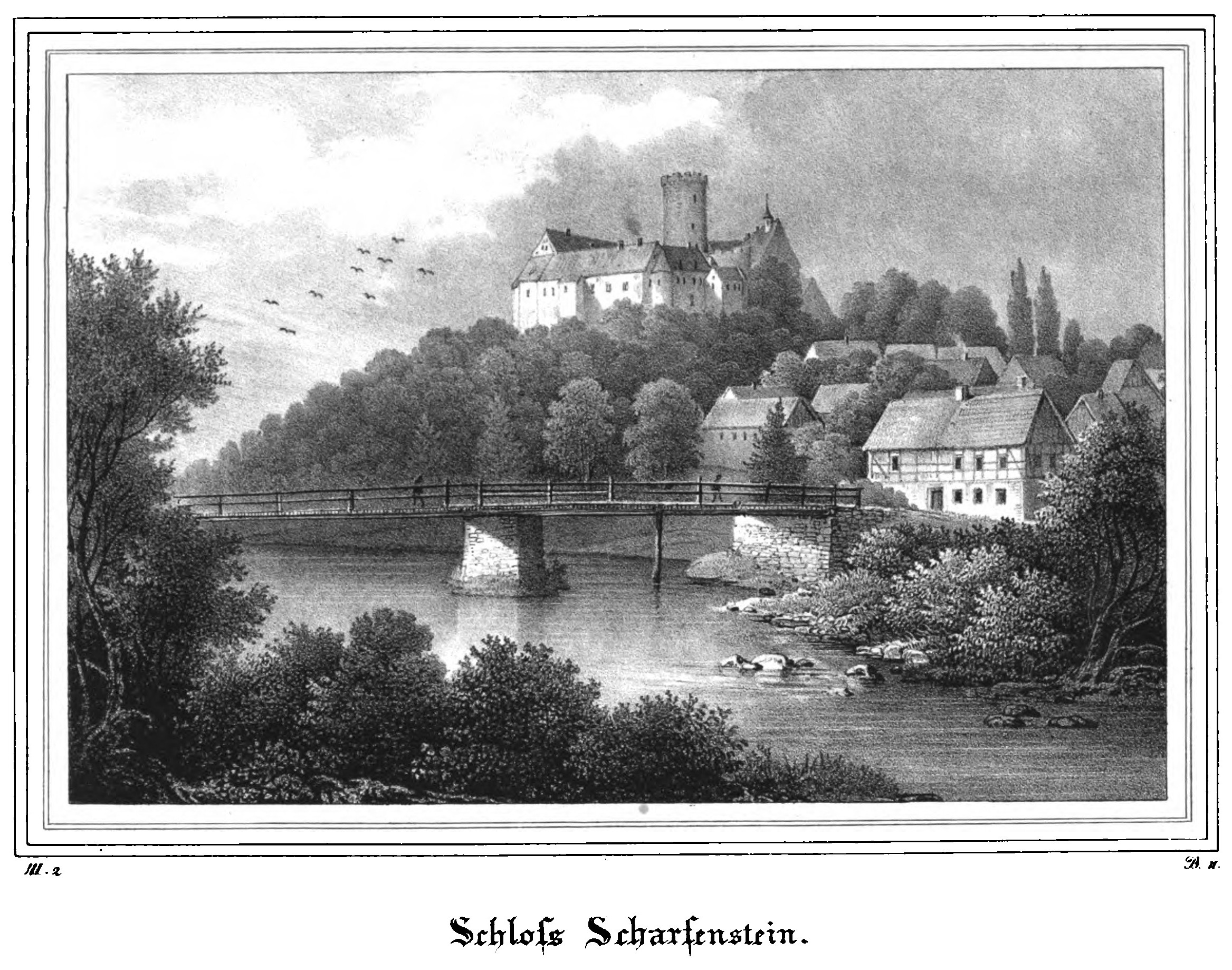
Lithografie des Ortes mit Burg und Brücke über die Zschopau von 1837

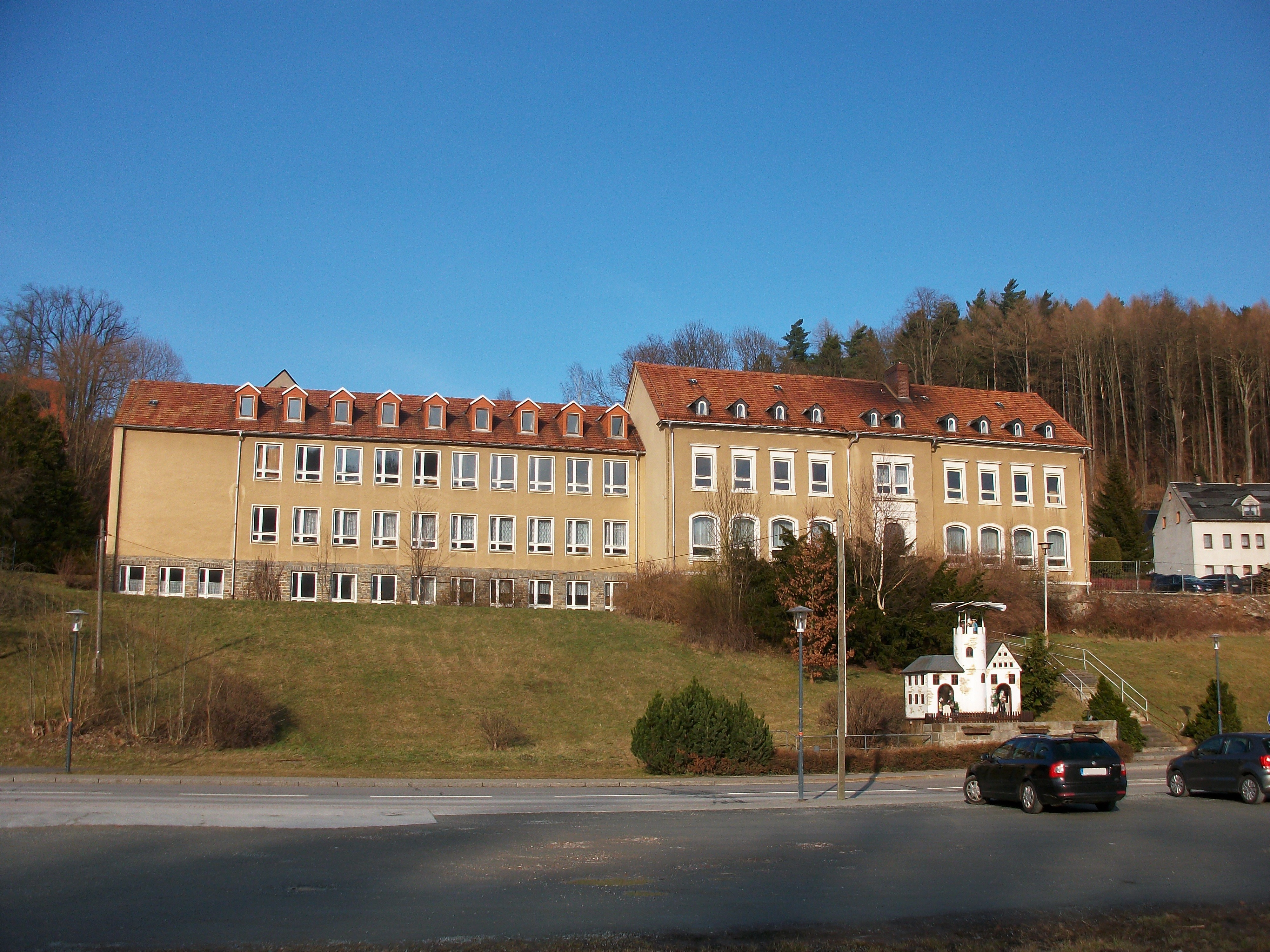
Ehemalige Volksschule Scharfenstein

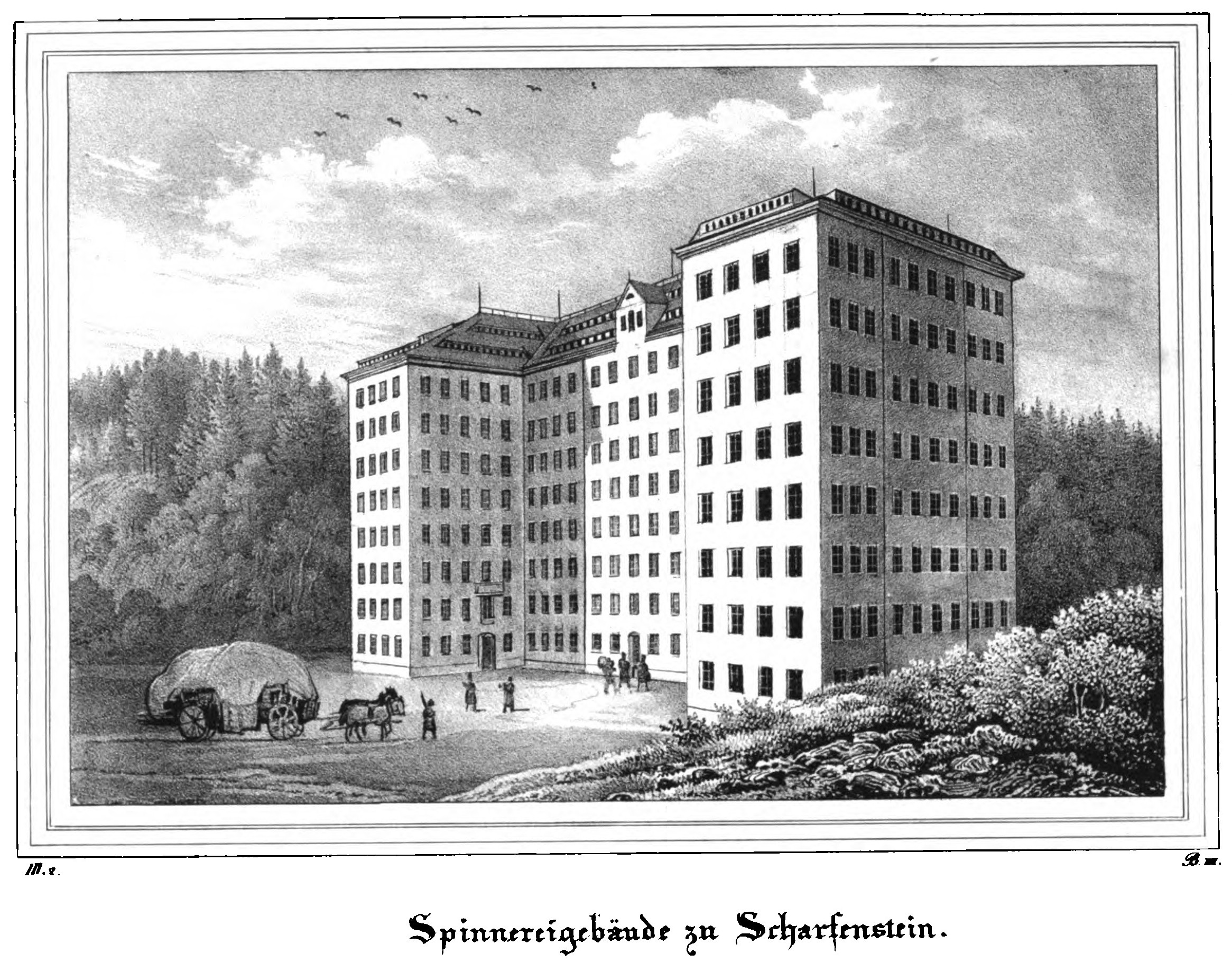
Spinnereigebäude zu Scharfenstein,
Lithografie von 1837

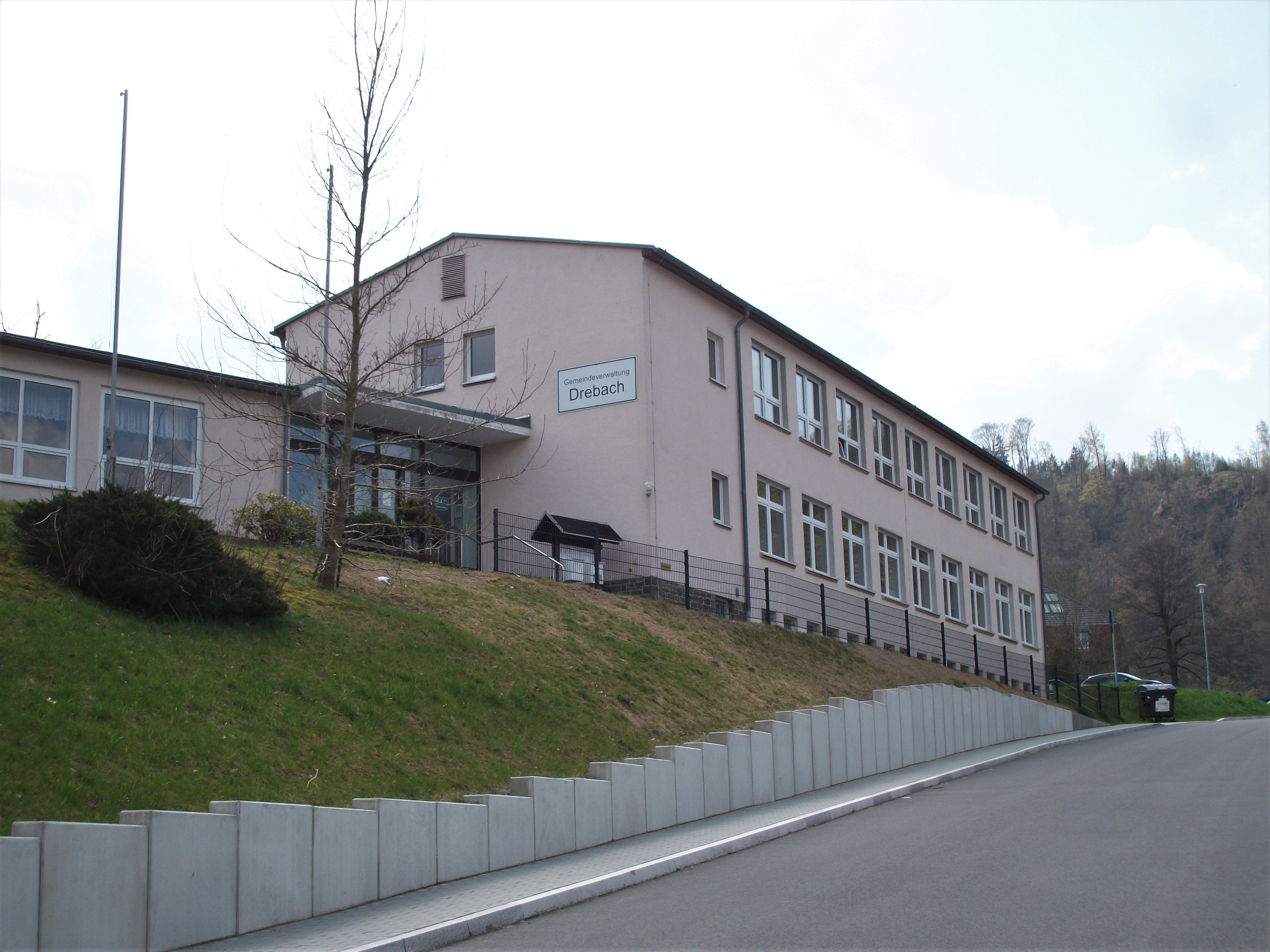
Gemeindeverwaltung Drebach in Scharfenstein

Vom 31. Dezember 1349 datiert eine Urkunde, welche den Herrensitz auf der Burg wie bereits den gegenwärtigen Ortsnamen schreibt. 1372 wird ein Schloss erwähnt, ein unweit davon gelegenes Rittergut im 16. Jahrhundert.
Die alte Wohnsiedlung diente ursprünglich der Unterbringung der in herrschaftlichen Diensten Stehenden. Ihre Häuser begleiten die Talstraße von Großolbersdorf her und den Abzweig von ihr zum Gut sowie die an der Nordflanke des Burgberges aufsteigende Verbindung.
Mit der Reformation 1536 gehörte der Ort zur Filialkirche Großolbersdorf der Parochie Wolkenstein. 1575 wurde Großolbersdorf eigenständige Parochie.
Der erste Industriebau wurde 1835 am Hals des von der Zschopau umflossenen Umlaufberges anstelle der unteren Griesmühle errichtet. Das 8 Etagen und 115 Ellen (≈ 65 m) breite Gebäude der „Fiedler und Lechlaschen Baumwollspinnerei“, welche seinerzeit mit 60.000 Spindeln und 600 Arbeitskräften alle anderen Spinnereien in Deutschland deutlich überragte. Zwei eiserne, 10 bis 11 Ellen (= 5,6 bis 6,2 m) hohe und 2 Ellen (= 1,1 m) breite Wasserräder lieferten gemeinsam etwa 60 PS Leistung. Ab 1838 existierte eine Fabrikschule, die später in eine öffentliche Volksschule umgewandelt wurde. Das örtliche Schulgebäude wurde 1901/02 errichtet.
Der Mühlgrabenstollen, welcher das Aufschlagwasser lieferte, wurde bereits im 16. Jahrhundert für die unteren Griesmühle angelegt und 1834 erweitert.
1915 brannten die Anlagen nieder, wobei 9 Menschen umkamen und 22 verletzt wurden. Danach beherbergten die zum Teil wiedererrichteten Gebäude einen Betrieb der Chemnitzer Maschinenbaufirma Moll, welche Fässer aus Blech fertigte. Anfang 1926 wurde das Werk von der Zschopauer Motorenwerke Jørgen Skafte Rasmussen AG übernommen, die in Scharfenstein ab 1929 für die in Zwickau gebauten Pkw Audi Typ SS und Typ T Acht- und Sechszylindermotoren herstellte. Ab 1931 erfolgte dort unter der Bezeichnung „Deutsche Kühl- und Kraftmaschinen Gesellschaft m. b. H.“ die Produktion von Kühl- und Kraftmaschinen – nach 1945 firmierte diese als „VEB DKK Scharfenstein“. In den 1970er Jahren verzeichnete dieser Betrieb mehr als 2000 Einpendler, wobei in Scharfenstein lediglich kältetechnische Anlagen wie beispielsweise Verdichter gefertigt wurden. Die Endmontage erfolgte in Niederschmiedeberg. Um zumindest einem Teil der Belegschaft Wohnraum in Scharfenstein bieten zu können, entstand ebenfalls in den 1970er Jahren etwas südlich des Ortskerns am linken Ufer der Zschopau eine Neubausiedlung.
1994 wurde durch die Gemeinden Drebach, Grießbach, Hopfgarten, Scharfenstein und Venusberg der Verwaltungsverband Grüner Grund gegründet. Am 1. Januar 2005 erfolgte die Eingemeindung von Scharfenstein nach Drebach. Mit dem Zusammenschluss der Gemeinden Drebach und Venusberg am 1. Januar 2010 wurde der Verwaltungsverband endgültig aufgelöst. Die Gemeindeverwaltung befindet sich seitdem im Ortsteil Scharfenstein.
Am 6. Februar 2005 wurde durch den Landesbischof Jochen Bohl das evangelische Gemeindezentrum in Scharfenstein eingeweiht.

## Verkehr

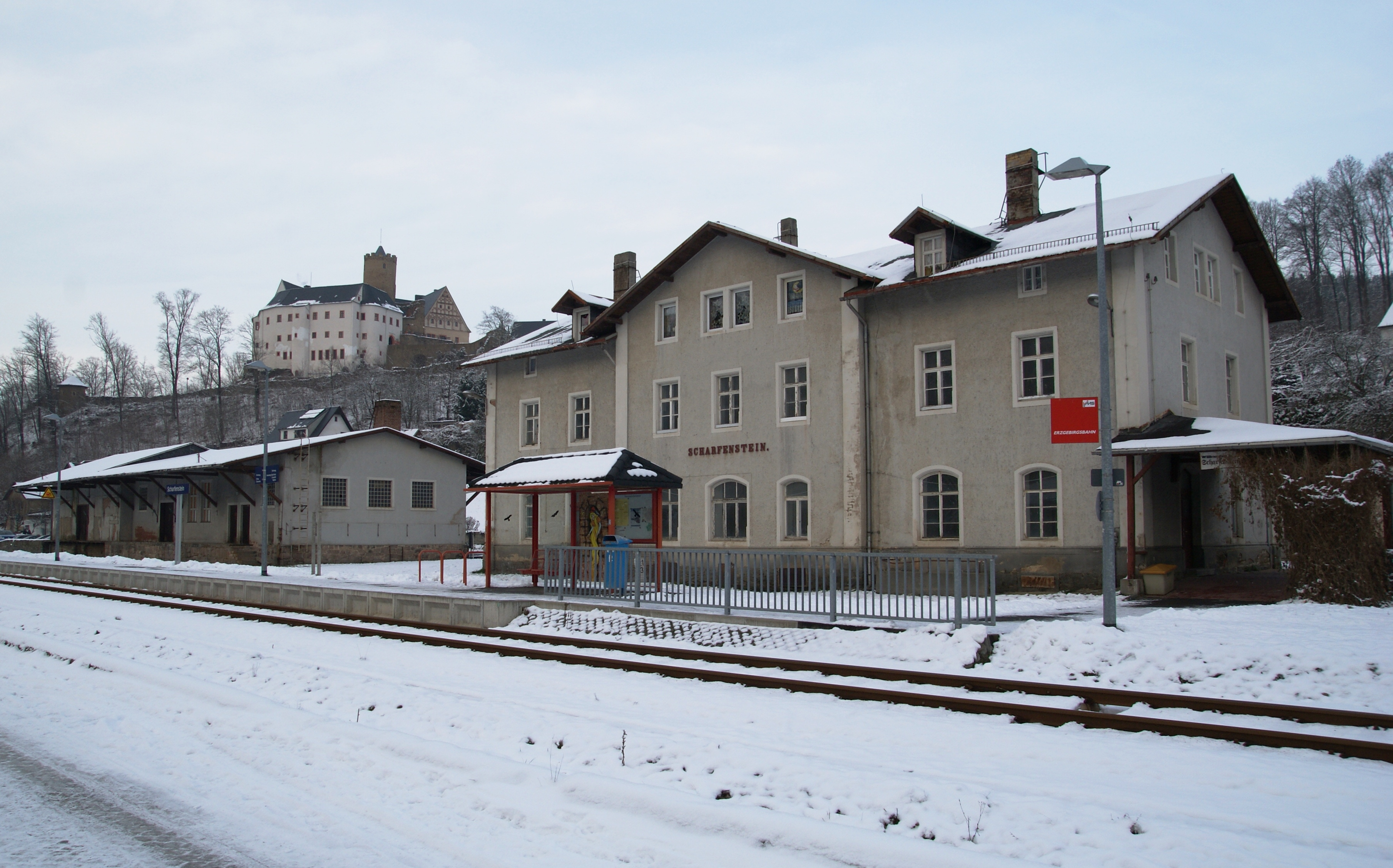
Bahnhof Scharfenstein

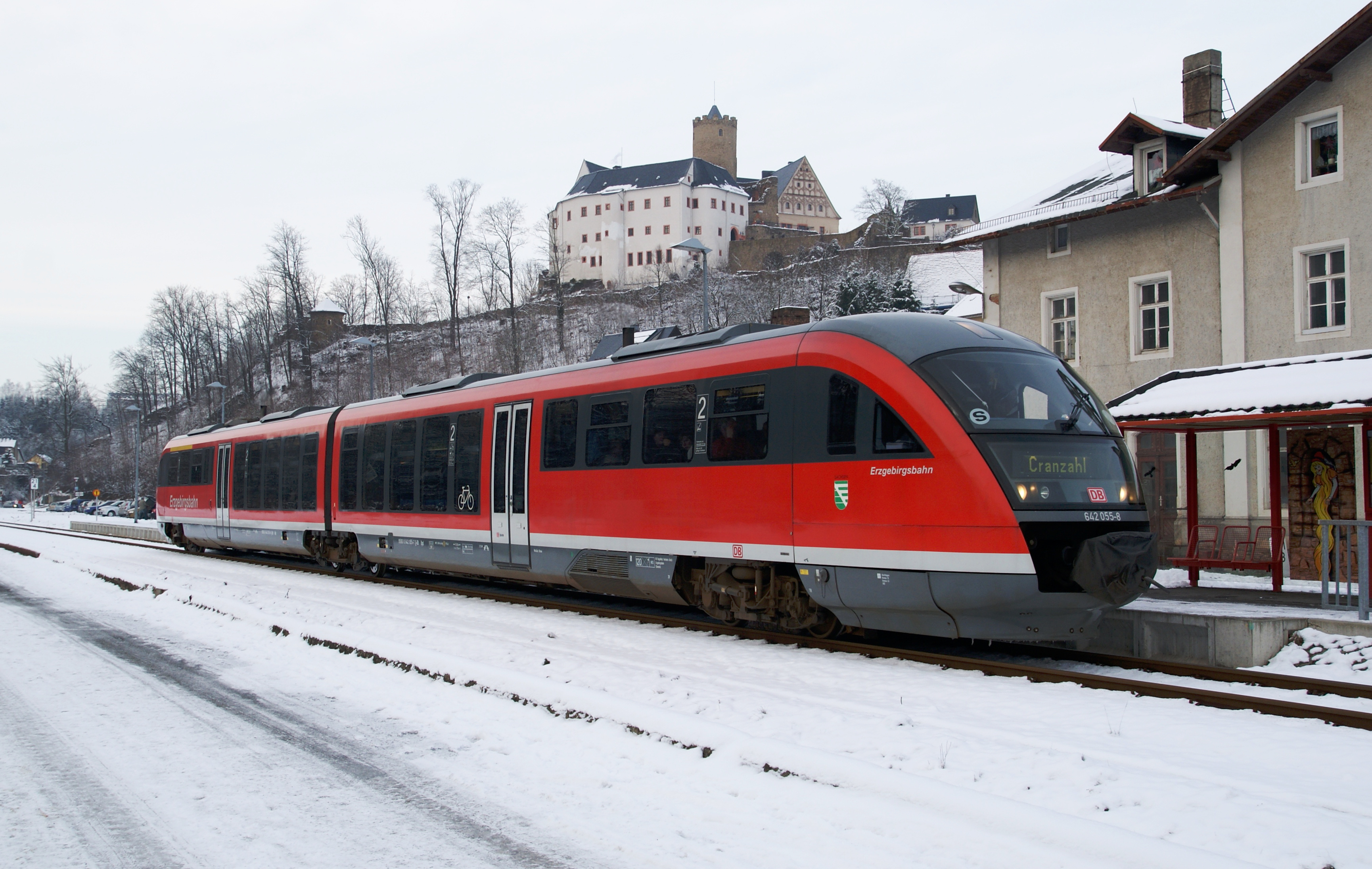
642 055 im Bahnhof Scharfenstein

Mit dem Bau der Zschopautalbahn erhielt Scharfenstein am 1. Februar 1866 einen Eisenbahnanschluss – heute Haltepunkt. In den Jahren 2002 bis 2004 und 2007 wurde die gesamte Strecke grundlegend saniert.

## Entwicklung der Einwohnerzahl
| Jahr | Einwohnerzahl                |
| ---- | ---------------------------- |
| 1551 | 9 besessene Mann, 5 Inwohner |
| 1764 | 11 Gärtner                   |
| 1834 | 282                          |
| 1871 | 767                          |
| 1890 | 828                          |

| Jahr | Einwohnerzahl |
| ---- | ------------- |
| 1910 | 948           |
| 1925 | 932           |
| 1939 | 1.284         |
| 1946 | 1.333         |
| 1950 | 1.451         |

| Jahr | Einwohnerzahl |
| ---- | ------------- |
| 1964 | 1.616         |
| 1990 | 1.325         |
| 2000 | 1.117         |
| 2004 | 1.064         |
| 2011 | 1.011         |

## Persönlichkeiten
Der erzgebirgische Volksheld Karl Stülpner wurde am 30. September 1762 in Scharfenstein geboren. Er verließ frühzeitig das Elternhaus. 1839 kehrt er nach bewegtem Leben – jedoch mittellos – in seinen Geburtsort zurück und verbrachte hier die letzten beiden Lebensjahre erkrankt und halbblind. Bis zu seinem Tod wurde er aus der Armenkasse versorgt. Stülpner starb am 24. September 1841. Ein Gedenkstein erinnert an den ehemaligen Standort seine Geburtshauses.
Die Aloisia Eberle wurde am 22. April 1889 in Scharfenstein geboren. Sie ging als Weberin nach Bayern und wurde dort Verbandssekretärin. Als späteres Mitglied der BVP war sie von 1918 bis 1924 Mitglied des Bayerischen Landtags.

## Galerie

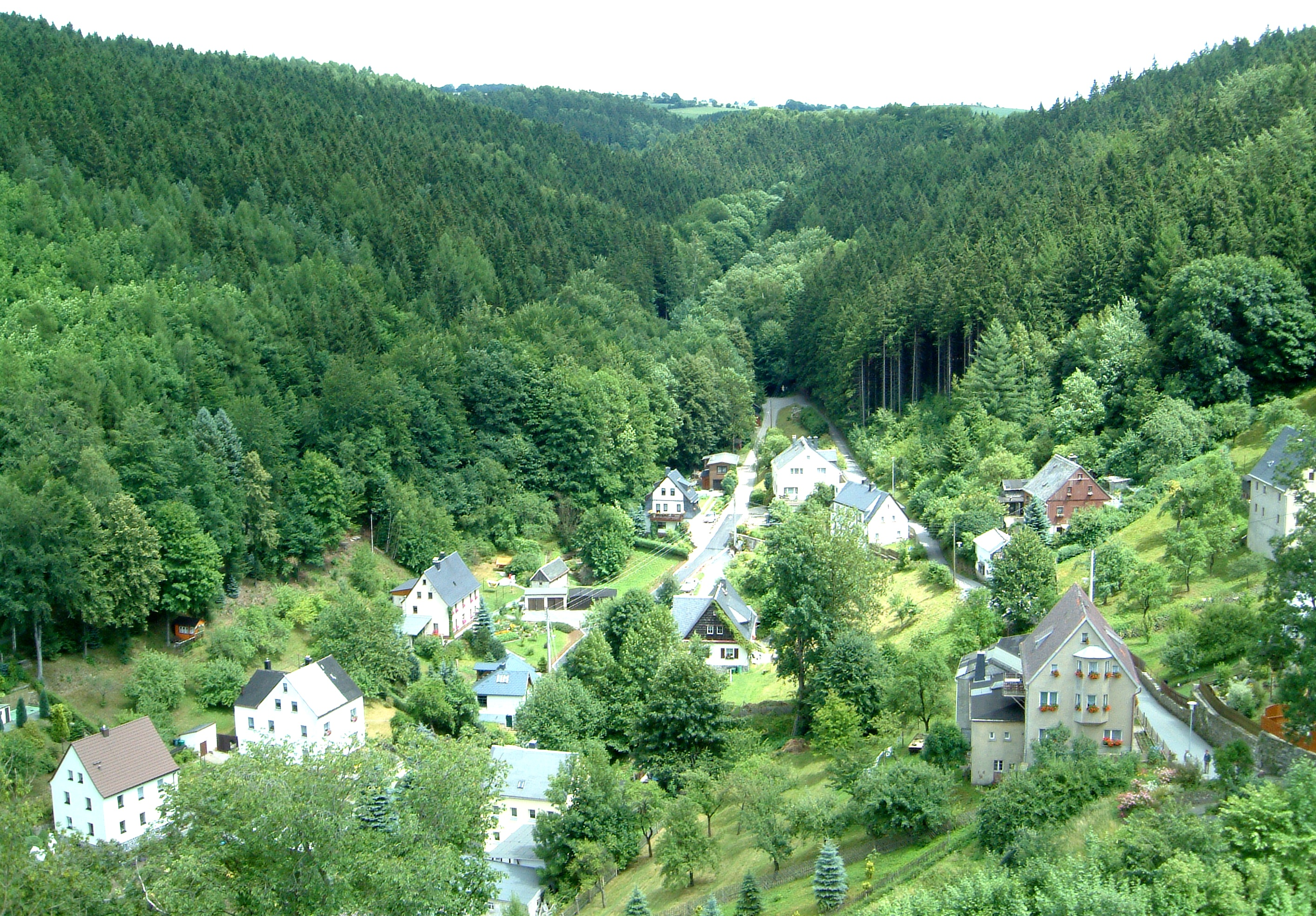
Blick von der Burg auf den „Gänsewinkel“
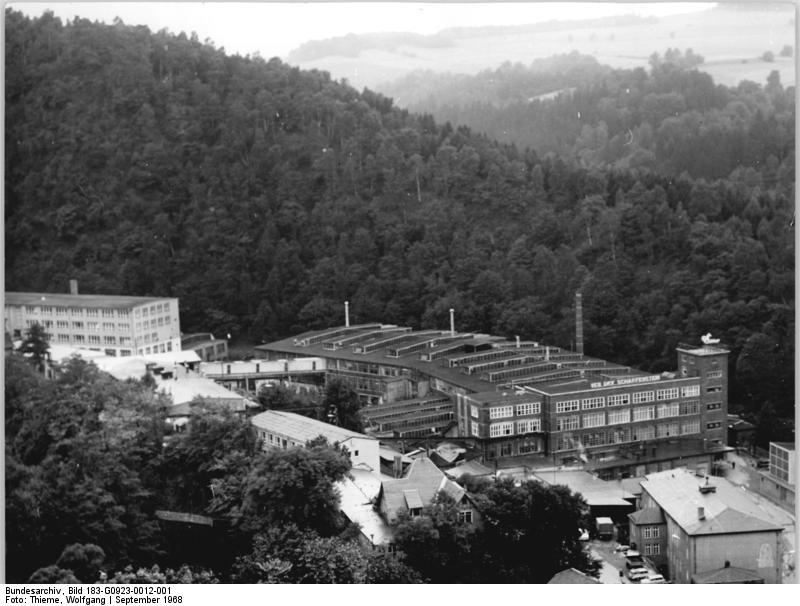
ehem. Werk des „VEB DKK Scharfenstein“ im Ort
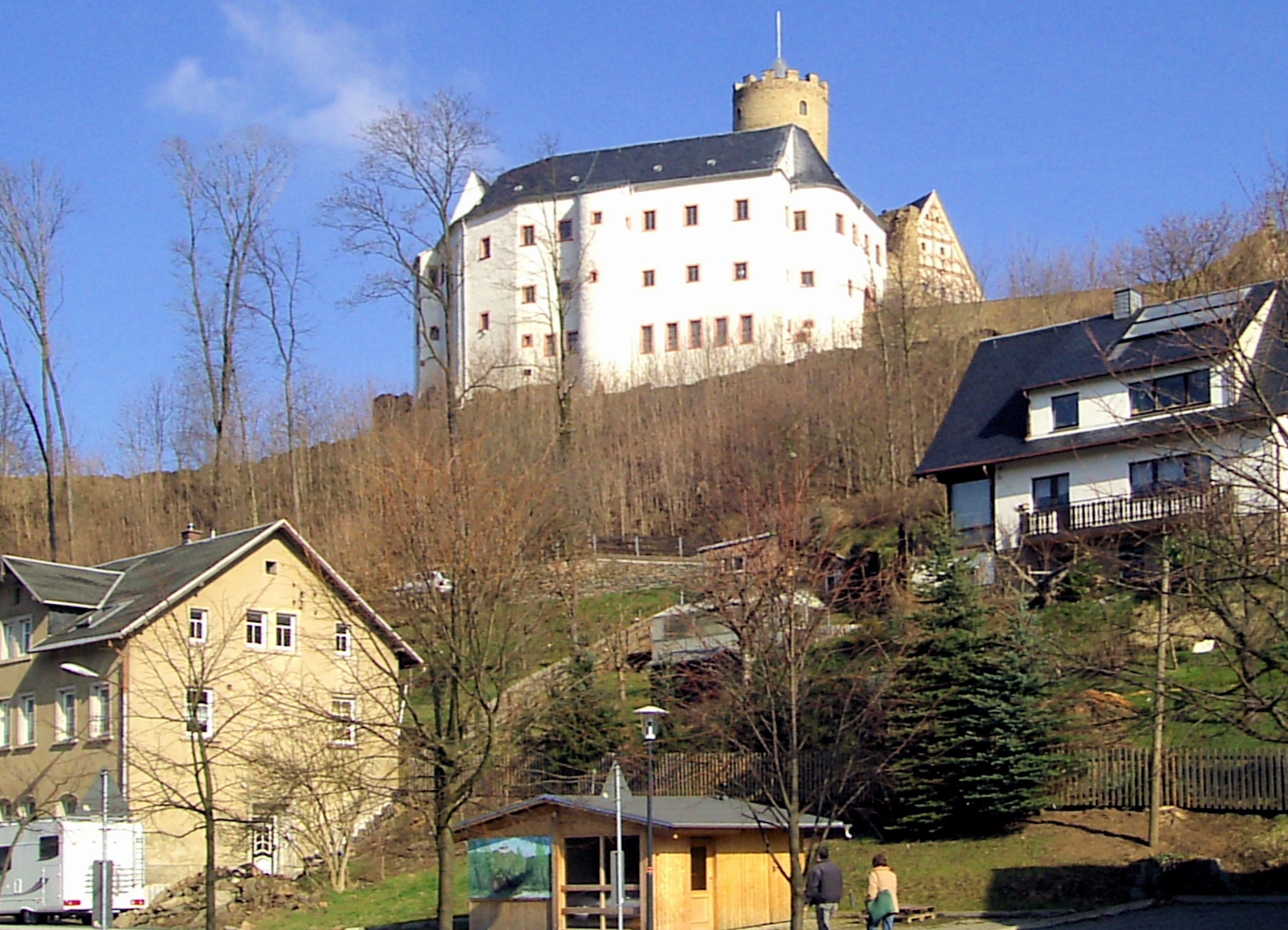
Blick von der Bahnhofsstraße zur Burg
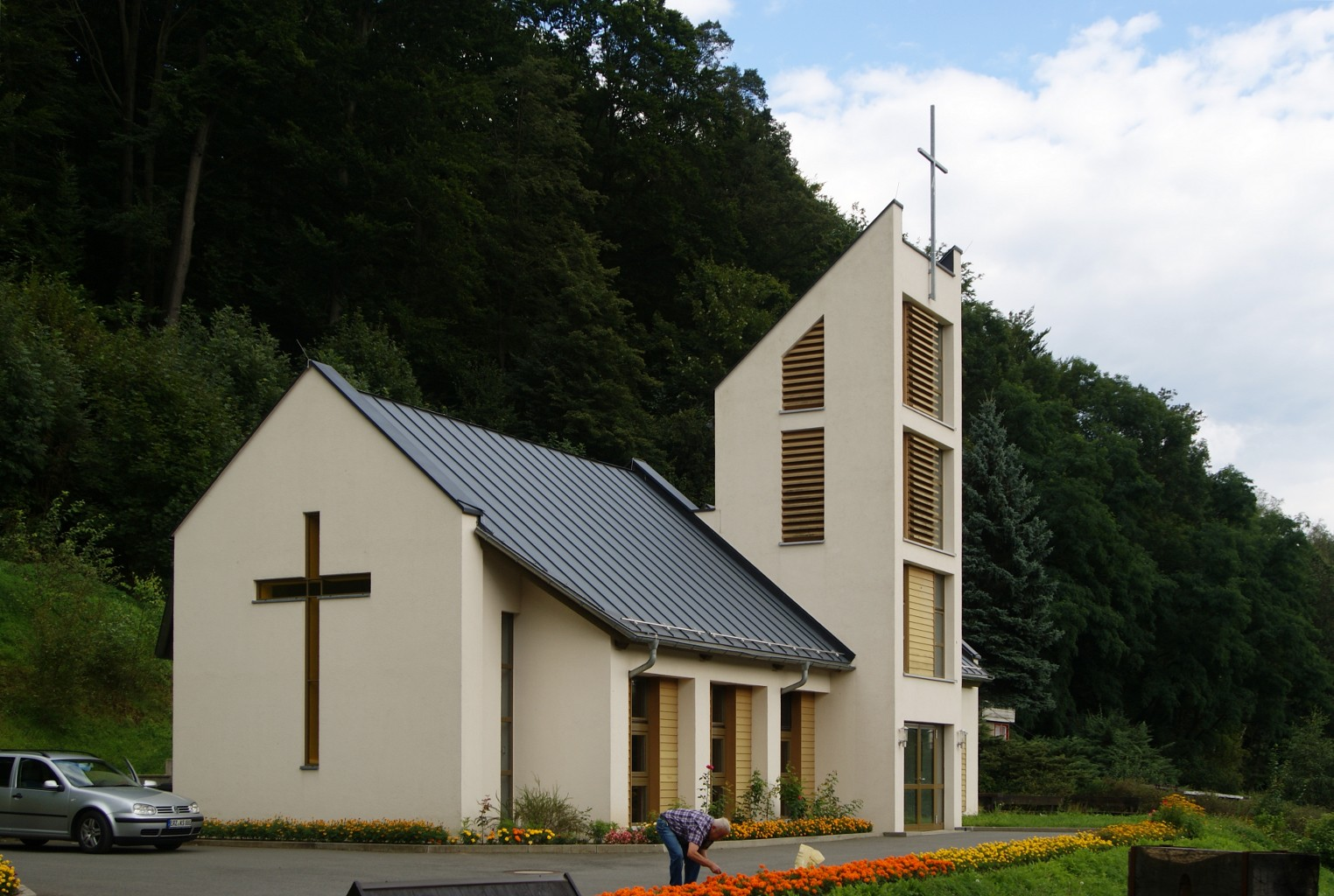
Gemeindezentrum Scharfenstein
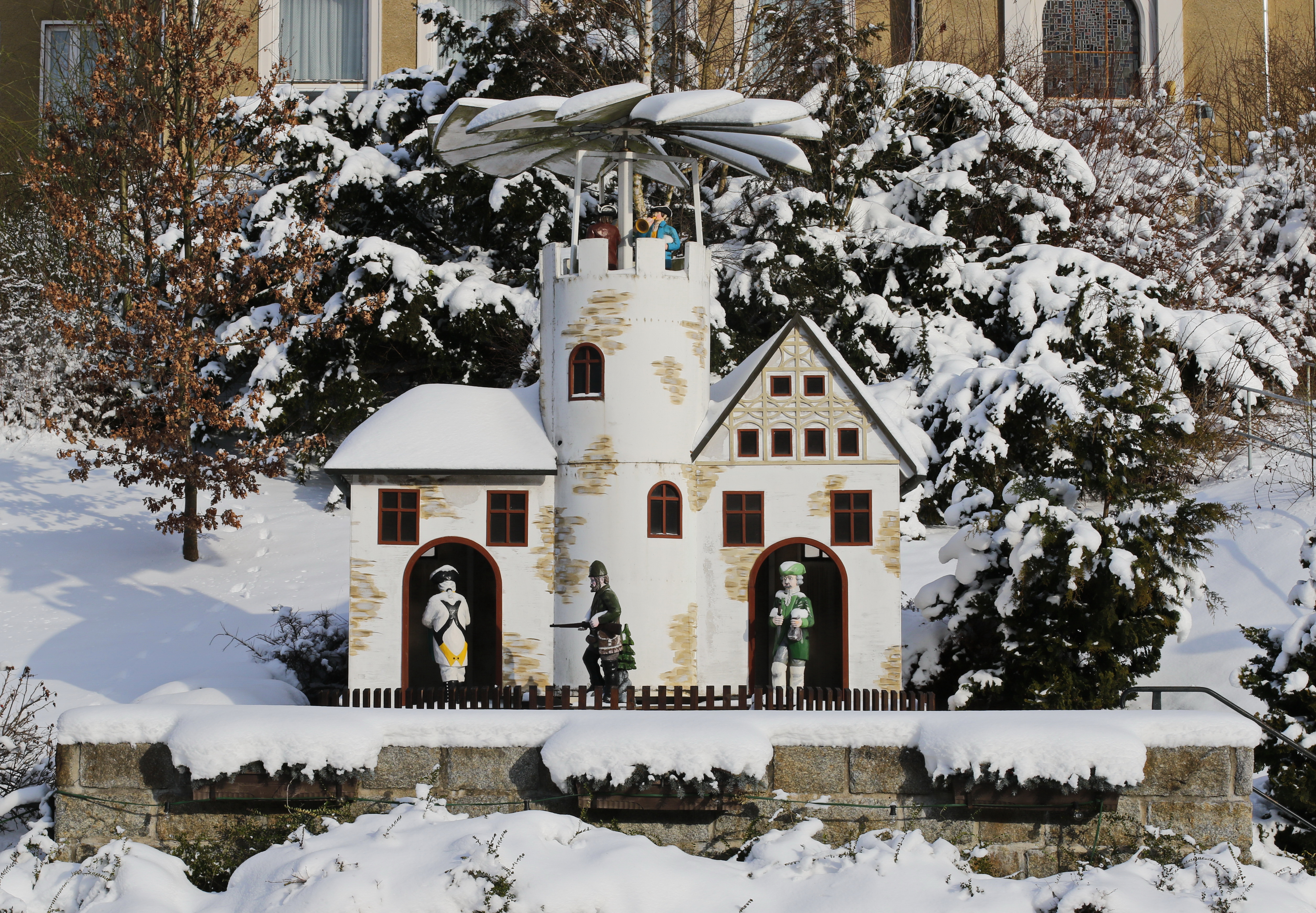
Ganzjährig aufgestellte Ortspyramide an der Bahnhofsstraße
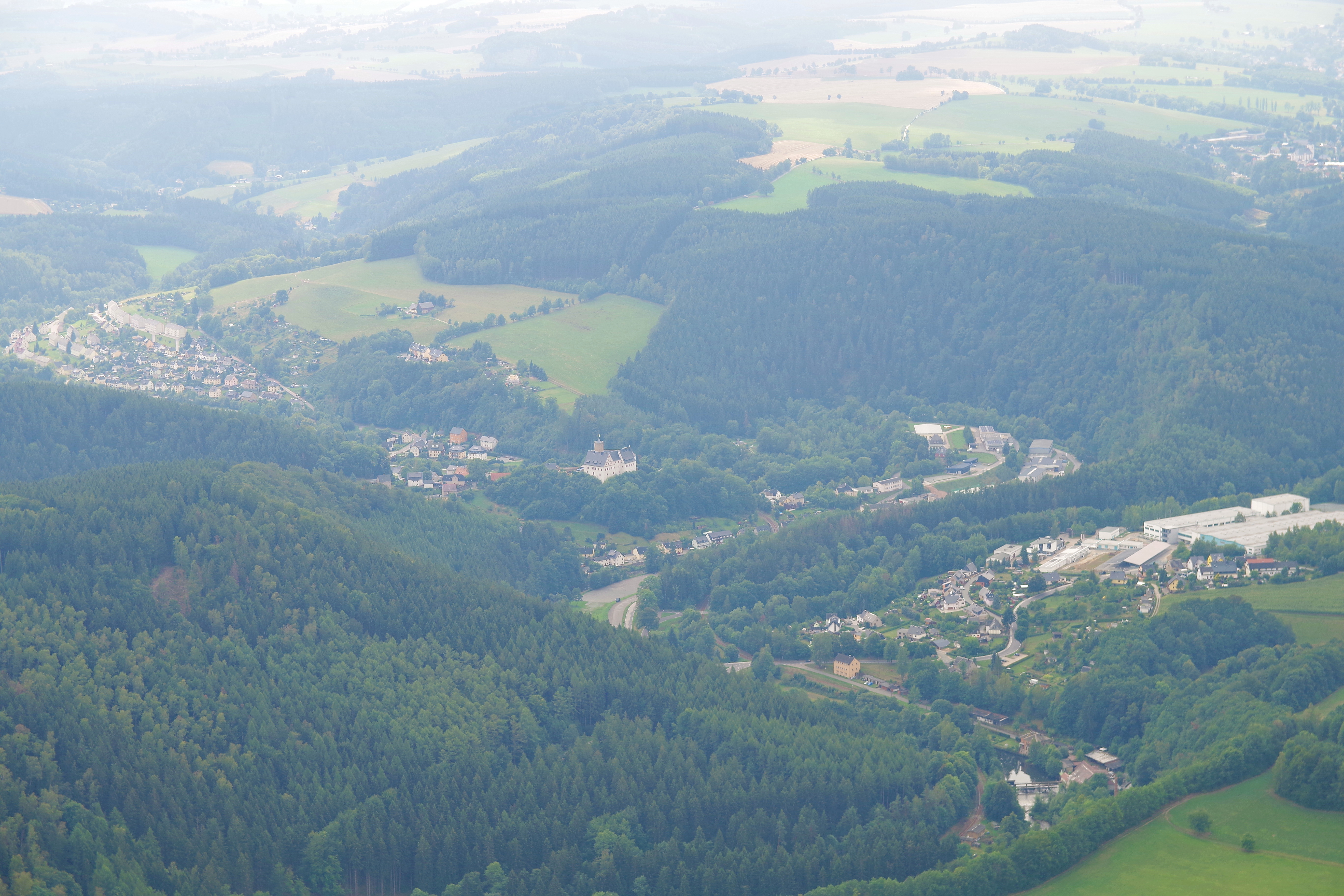
Luftaufnahme von Scharfenstein